# Parque Memorial da Paz de Hiroshima
Parque Memorial da Paz de Hiroshima (広島平和記念公園, Hiroshima heiwa kinen kōen) é um parque memorial localizado no centro de Hiroshima no Japão, dedicado ao legado de Hiroshima como a primeira cidade do mundo a sofrer um ataque nuclear e as vítimas que foram atingidas de forma direta ou indireta pela bomba, cujas estimativas somam cerca de 166 000 pessoas.
O parque está localizado onde era um grande centro comercial e residencial que se transformou em um grande campo criado pela explosão. Todos os anos acontece no parque a Cerimônia do Memorial de Paz de Hiroshima em 06 de agosto, mesmo dia do bombardeamento. O propósito do Parque Memorial da Paz não é somente lembrar as vítimas, mas também, manter a lembrança dos horrores do ataque nuclear e defender a paz mundial.

## Símbolos notórios

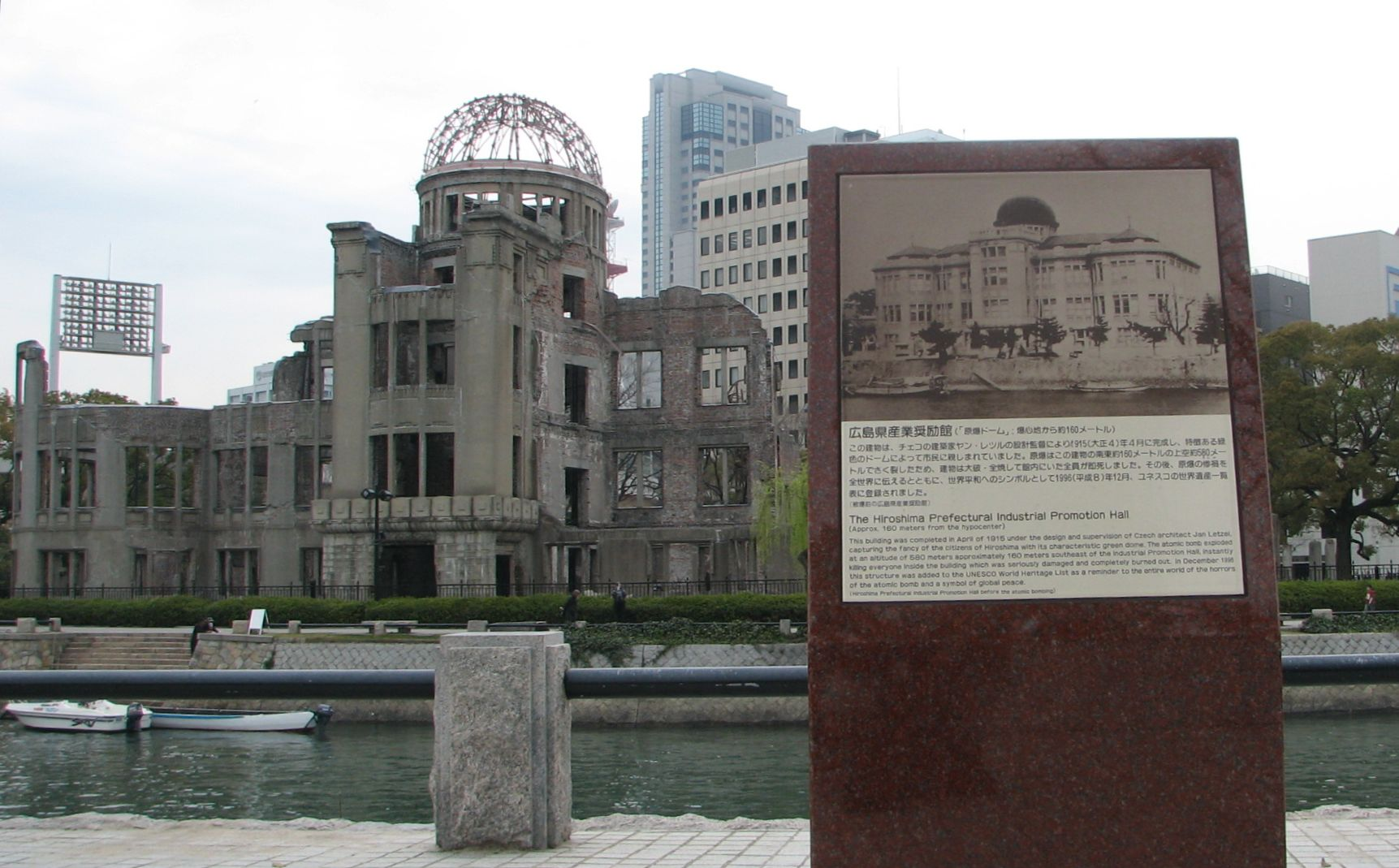
A Cúpula da Bomba Atômica.

### Memorial da Paz de Hiroshima
O Memorial da Paz de Hiroshima ou Cúpula da Bomba Atômica são as ruínas do Antigo Centro de Exposição Comercial da Prefeitura de Hiroshima. É a construção mais próxima ao hipocentro da bomba nuclear que permanece parcialmente em pé, que transformou-se num símbolo em memória das vítimas. O edifício faz parte do Patrimônio Mundial da Humanidade da UNESCO.

### Monumento das Crianças à Paz
O Monumento das Crianças à Paz é uma estátua dedicada as crianças que morreram do resultado do bombardeamento. A estátua representa uma criança com os braços estendidos segurando um tsuru feito de origami. A estátua é baseada na história de Sadako Sasaki (佐々木禎子, Sasaki Sadako), uma garota que morreu em virtude dos efeitos da radiação da bomba. Ela acreditava que se fizesse 1 000 origamis de tsuru seria curada. Desde então pessoas de todo o mundo depositam na base da estátua suas dobraduras em sinal de respeito e lembrança das crianças.

### Casa de descanso
A Casa de descanso do Parque da Paz de Hiroshima é outra construção bombardeada localizada no parque. Originalmente ali funcionava a Loja de Quimonos Taishoya em março de 1929. Em 06 de agosto de 1945, no momento da explosão da bomba, o teto ruiu e o interior foi consumido pelas chamas, com exceção do porão. Trinta e seis pessoas morreram no prédio, o único sobrevivente foi Eizo Nomura, na época com 47 anos que estava no porão e o teto de concreto impediu a penetração da radiação.

## Cerimônias

### Cerimônia do Memorial da Paz de Hiroshima
Todos os anos em 06 de agosto, é realizada a Cerimônia do Memorial da paz de Hiroshima em memória das vítimas e lembrar a importância da paz mundial permanente. A cerimônia ocorre no período da manhã a partir das 08h00 em frente ao cenotáfio com a presença dos cidadãos e parentes das vítimas. Durante a cerimônia é respeitado um minuto de silêncio as 08h15, horário da explosão da bomba.

### Cerimônia das lanternas
Também na manha de 06 de agosto acontece a cerimônia das lanternas para enviar os espíritos das vítimas através das lanternas com mensagens de paz flutuando sob as águas do Rio Motoyasu.

## Museus

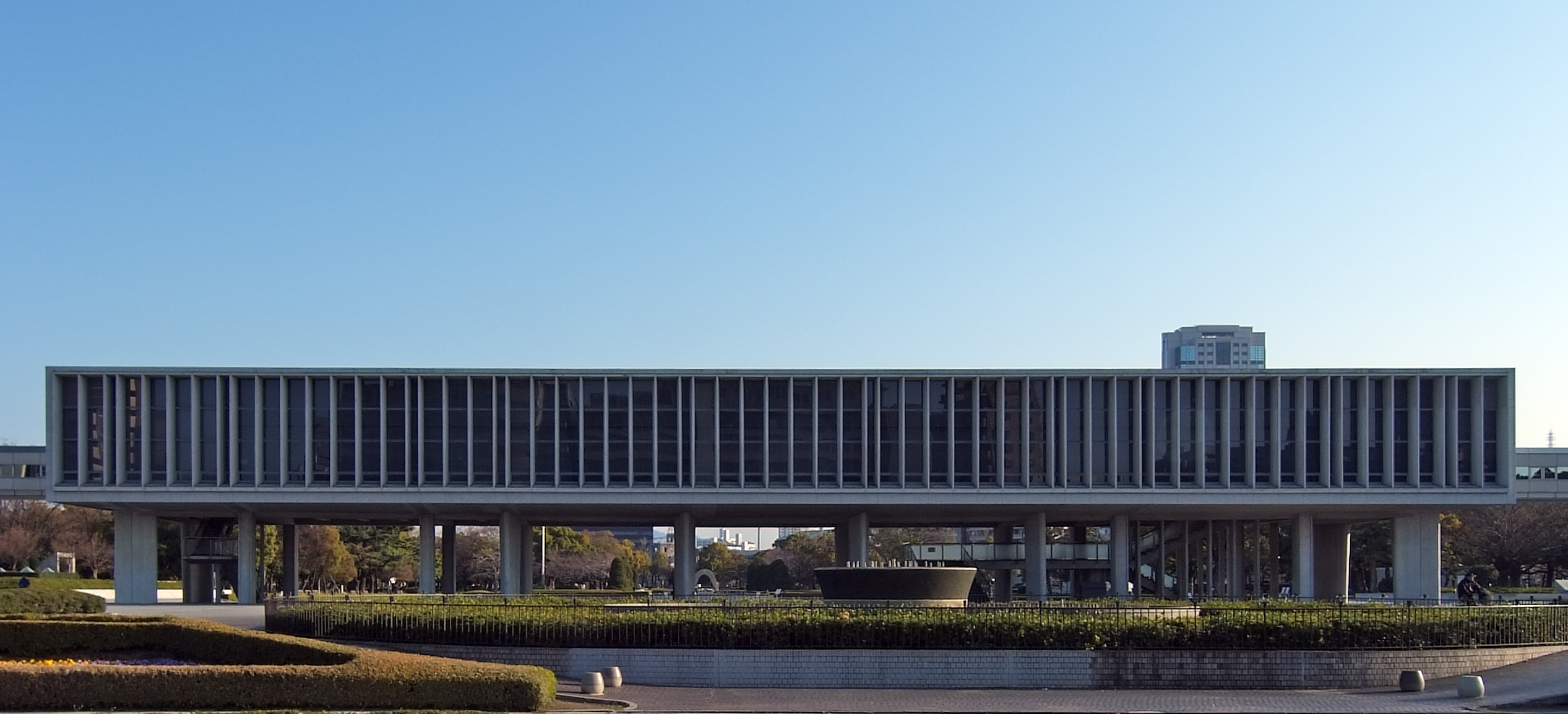
Museu do Memorial da Paz de Hiroshima.

### Museu Memorial da Paz de Hiroshima
O Museu Memorial da Paz de Hiroshima é o principal museu do parque dedicado a esclarecer os visitantes sobre a bomba. O museu tem um acervo sobre a formação da guerra, a função de Hiroshima até o momento do bombardeio e diversas informações sobre a bomba e seus efeitos, juntamente uma coleção de fotos e recordações da época. 

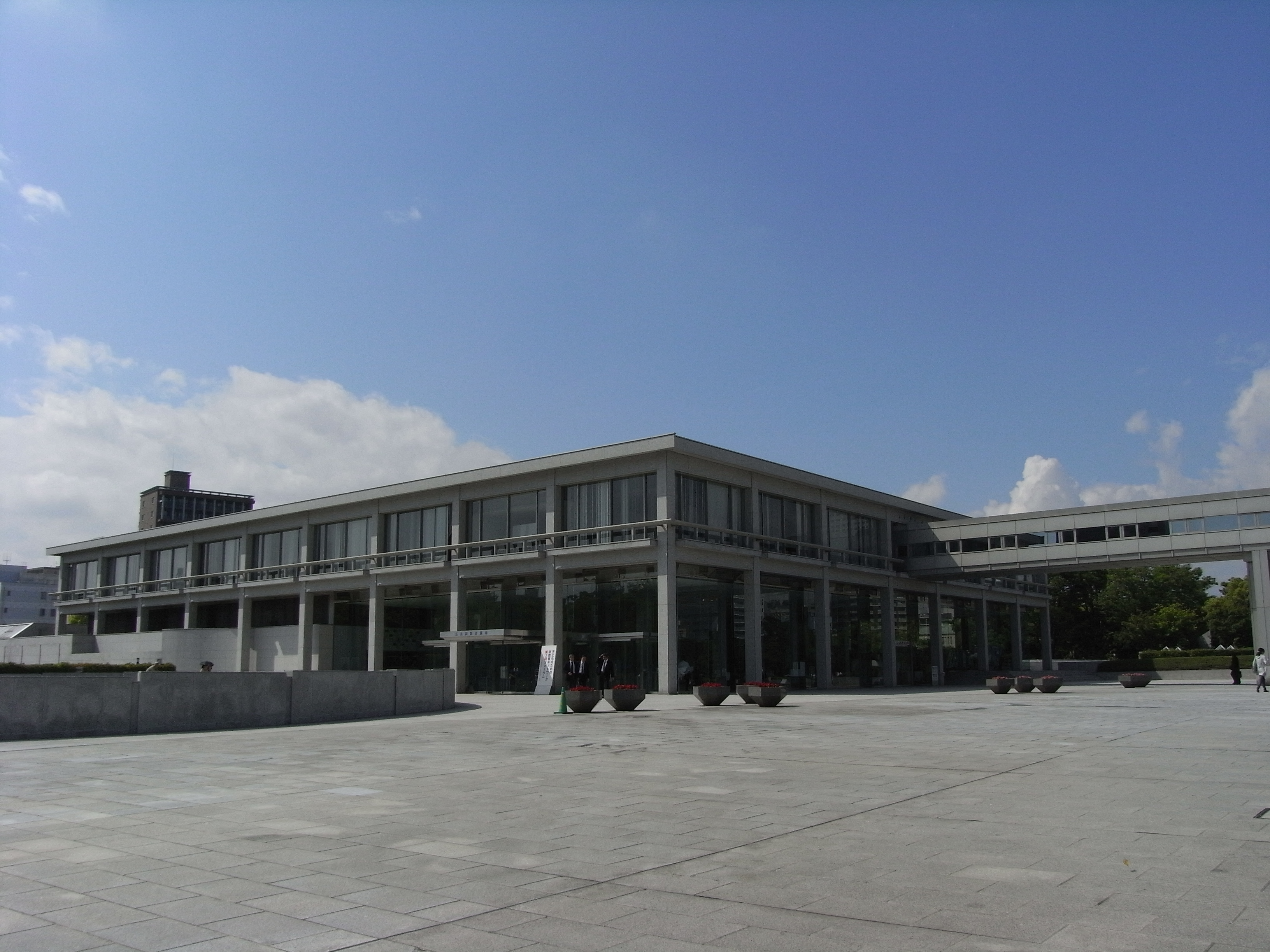
Centro de Conferência Internacional de Hiroshima

### Centro de Conferência Internacional de Hiroshima
Centro de Conferência Internacional de Hiroshima está localizado no parque da paz, à oeste do Museu Memorial.

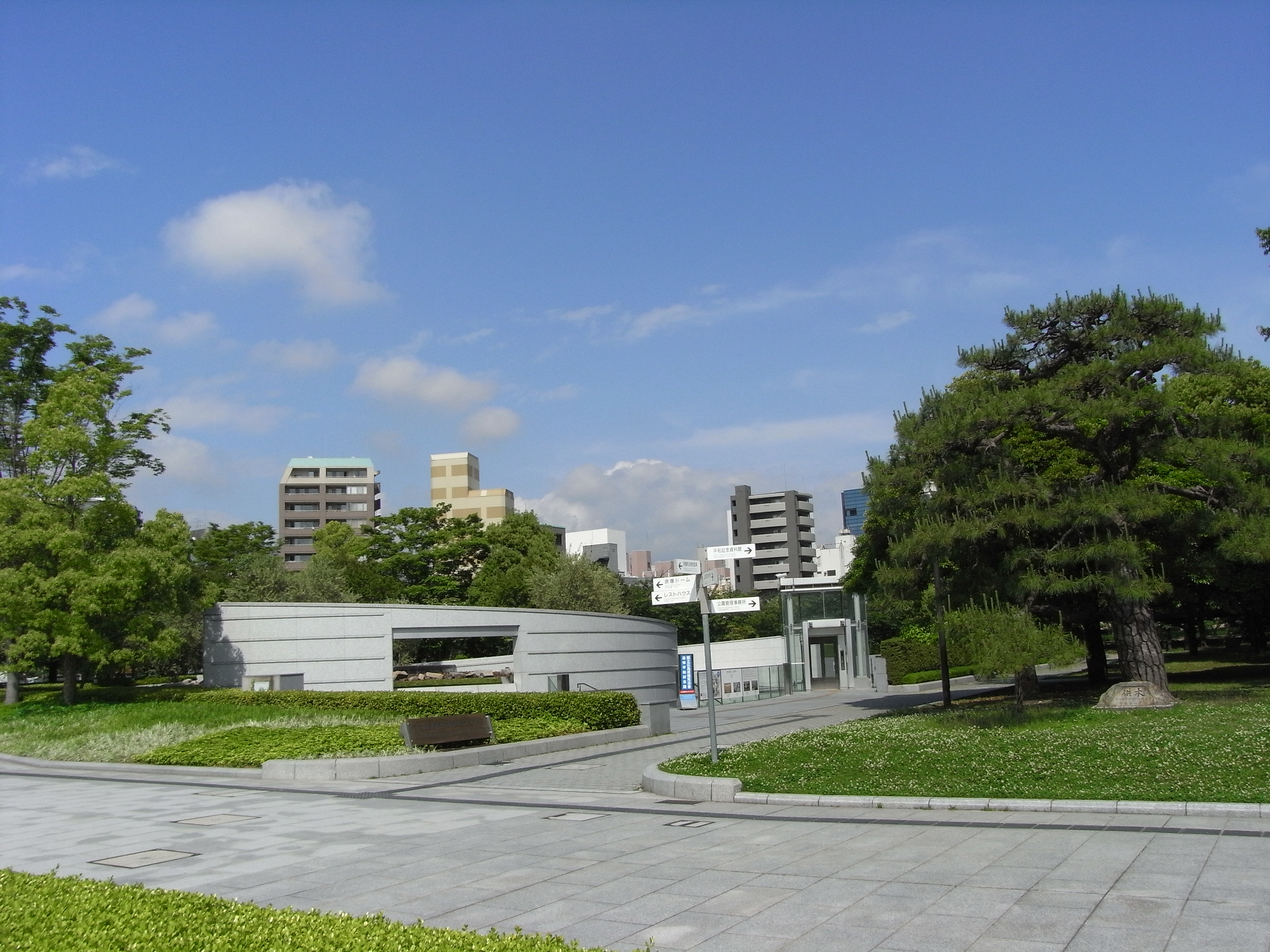
Salão da Memória

### Salão Memorial Nacional da Paz de Hiroshima
O Salão Memorial Nacional da Paz de Hiroshima foi construído pelo governo japonês, refletindo o desejo de uma paz genuína e duradoura. O salão possui alguns monitores, localizado no teto da entrada está um relógio marcando o horário da explosão da bomba, 08h15. O museu abriga ainda uma área com um panorama em 360 graus de Hiroshima devastada pela bomba, recriada utilizando cerca de 160 000 azulejos, número aproximado de pessoas mortas em decorrência da bomba até o final de 1945.

## Monumentos

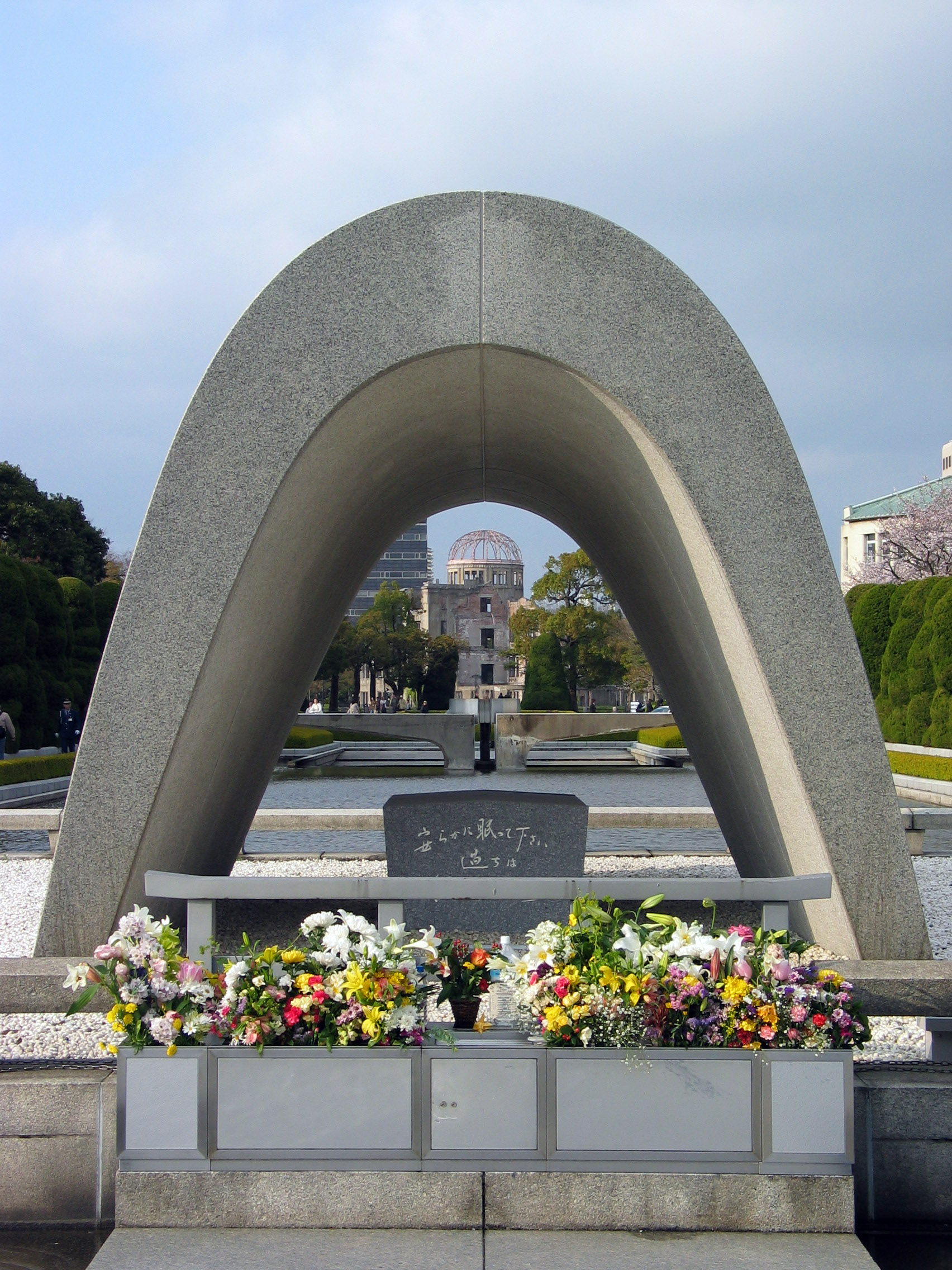
O Cenotáfio Memorial.

### Cenotáfio Memorial
Construído em 6 de agosto de 1952 e localizado no centro do parque está o cenotáfio, com o nome de todas as pessoas mortas pela bomba. O monumento está alinhado com a Chama da Paz e o Memorial da Paz de Hiroshima.
O monumento possui uma cobertura em forma de arco que representa um abrigo para a alma das vítimas e possui a inscrição Descansai em paz, pois o erro jamais se repetirá (安らかに眠って下さい 過ちは 繰返しませぬから).

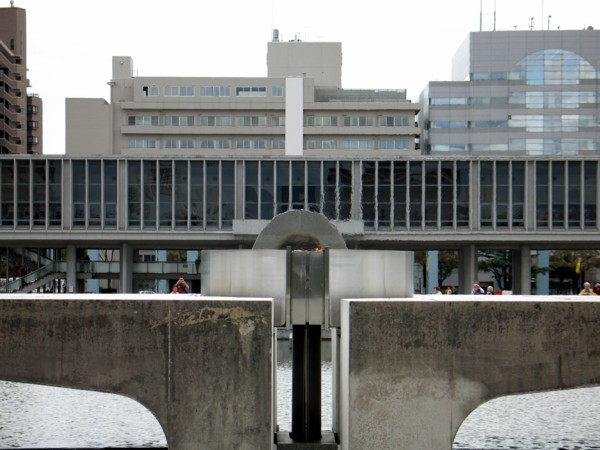
Chama da Paz e o Museu Memorial da Paz ao fundo.

### Chama da Paz
A Chama da Paz é outro monumento dedicado as vítimas do bombardeio.
A chama acesa em 1964 permanecerá ativa até que todas as bombas nucleares do planeta sejam destruídas e não exista mais a ameaça do holocausto nuclear.

### Sinos da Paz
Existem três Sinos da Paz no parque, o menor deles é usado exclusivamente na Cerimônia do Memorial da Paz. Nos demais dias do ano ele fica exibido à leste do Museu Memorial da Paz de Hiroshima. O sino mais conhecido fica próximo ao Monumento das Crianças à Paz e os visitantes são encorajados a tocarem o mesmo. Seu som pode ser ouvido por todo o parque. Construído em 20 de setembro de 1964 e desenhado por Masahiko Katori [1899-1988] fundido pela Oigo Bell Works na cidade deTakaoka, a superfície do sino representa o mapa-múndi e no centro existe o símbolo atômico. As inscrições no sino em grego (γνῶθι σεαυτόν), japonês e sânscrito, cuja tradução é "Conheça a si mesmo".[carece de fontes?] O sino foi doado ao parque pela embaixada grega e a citação escolhida é de um dos maiores filósofos gregos, Sócrates.

### Monte Memorial da Bomba Atômica
O Monte Memorial da Bomba Atômica é um pequeno monte de terra gramado que contêm as cinzas de 70 000 vítimas não identificadas da bomba.

### Cenotáfio para as vítimas coreanas
Devida a grande população coreana que morava em Hiroshima foi erguido no parque um cenotáfio em memória das vítimas da bomba e do colonialismo japonês. Decorado com símbolos nacionais coreanos, o monumento possui a inscrição 
"Monumento em Memória das Vítimas Coreanas da Bomba Atômica. Em memória de Sua Alteza O Príncipe Yi Wu e de outras 20 000 almas" e uma inscrição lateral que diz "As almas dos mortos sobem ao céu montadas em tartarugas."

### Os Portões da Paz
Uma das últimas construções do parque são Os Portões da Paz, que consiste de dez portões com a palavra "paz" em 49 línguas de todo o mundo. Os portões possuem 5 metros de altura e 2 metros de largura.

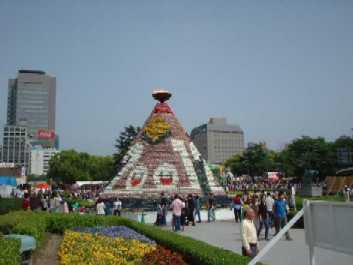
Flor do Festival da Flor de Hiroshima

## Festivais

### Festival da Flor de Hiroshima
Festival da Flor de Hiroshima, ocorre do dia 3 ao dia 5 de maio, durante a semana dourada japonesa, no Parque da Paz e no Boulevard da Paz.

### Hiroshima Dreamination
Hiroshima Dreamination, sediado no parque durante o inverno.